# Tüwszindżargalyn Enchdżin
Tüwszindżargalyn Enchdżin (mong. Түвшинжаргалын Энхжин; ur. 2002) – mongolska zapaśniczka walcząca w stylu wolnym. Zajęła dziewiąte miejsce na mistrzostwach świata w 2024 roku.
Srebrna medalistka mistrzostw Azji w 2024 i 2025. 
Mistrzyni Azji U-23 w 2023 roku.